# ویلشر ۱۱۰۰
ویلشر ۱۱۰۰ یک ساختمان ۳۷ طبقه مسکونی و تجاری با ارتفاع ۱۵۱٫۱۸ متر (۴۹۶٫۰ فوت)، واقع در لس آنجلس، کالیفرنیا است که در سال ۱۹۸۷ تکمیل شد. این بیست و چهارمین ساختمان بلند شهر لس آنجلس، دومین ساختمان مسکونی بلند در کل منطقه کالیفرنیای جنوبی و چهارمین ساختمان بلند مسکونی در ایالت کالیفرنیا است. سطح زیربنای برج ۳۵٬۲۶۲ متر مربع (۳۷۹٬۵۶۰ فوت مربع) می باشدکه توسط شرکت ای سی مارتین (به انگلیسی: AC Martin Partners)طراحی شده‌است. ۱۶ طبقه پایین برج عمدتاً پارکینگ هستند و فضاهای تجاری در طبقه همکف / همسطح خیابان قرار دارند. ویلشر ۱۱۰۰ به عنوان یک ساختمان اداری ناموفق بود و تقریباً برای دو دهه خالی بود. این ملک توسط تی ام جی پارتنرز، هامپتن دِوِلوپمنت و فارِست سیتی رزیدنشل (به انگلیسی: Hampton Development, TMG Partners و Forest City Residential)به مبلغ ۴۰ میلیون دلار خریداری شد و از سال ۲۰۰۵ تا ۲۰۰۶ این ملک با ۲۲۸ واحد مسکونی به کاندومینیوم‌های مسکونی تحت اشغال مالک تبدیل شد.
در سال ۲۰۱۴، این ساختمان برای یک شاهکار تبلیغاتی توسط شرکت گریت کال (به انگلیسی: GreatCall) مورد استفاده قرار گرفت.
در این کار تبلیغاتی، جان والش که یک مجری تلویزیونی و سخنگوی شرکت در آن زمان بود، از ساختمان به پایین می‌پرد و با چتر نجات به خیابان می‌رود و در همان حال توانایی‌های سیستم هشدار پزشکی ۵ ستاره را هنگام سقوط توضیح می‌دهد.